# RCA Original Cast
La RCA Original Cast è stata un'etichetta discografica, appartenente alla RCA Italiana, attiva dal 1968 al 1985.

## Storia
Lo scopo della creazione di questa etichetta fu quello di presentare un catalogo legato per lo più alle colonne sonore dei film, alle musiche originali e alle sigle presentate in trasmissioni televisive o altro.
Fra gli artisti pubblicati vi furono figure diverse, dai grandi compositori come Henry Mancini a presentatrici dalle grandi aspettative come Stefania Rotolo, ma anche Marva Jan Marrow, i fratelli Guido e Maurizio De Angelis (meglio conosciuti come Oliver Onions), che per questa etichetta hanno pubblicato quasi tutta la loro produzione.
Ci sono stati anche rilanci di musicisti celebri, soprattutto durante l'esplosione delle sigle degli anime giapponesi, che hanno portato artisti come Nico Fidenco e I Vianella a incidere brani adatti a un pubblico di fascia bassa d'età.
Su questa etichetta sono stati quindi pubblicati dischi che sono entrati a far parte non solo della storia della musica italiana, ma anche dell'immaginario collettivo come Sandokan nel 1976, Heidi nel 1978 e la sigla storica della trasmissione Almanacco del giorno dopo, compresa in Dal Medioevo al Rinascimento di A.Riccardo Luciani.
Una prima catalogazione adopera il doppio suffisso OC per i 45 giri. Dalla metà degli anni '70, l'etichetta venne per un certo periodo soppressa come serie autonoma; in questa fase uscirono solo dischi di artisti che normalmente venivano pubblicati con l'etichetta principale della RCA Italiana, azzurra, che in via eccezionale s'erano occupati di colonne sonore e sonorizzazioni. In questa fase il numero di catalogo appartiene alla serie principale dei 45 giri; rimane, però, la dicitura Original Cast e il colore arancione sull'etichetta dei dischi. Successivamente, a partire dal 1977, venne adottata una nuova catalogazione col suffisso BB per i 45 giri.
Gli LP utilizzano due catalogazioni, la OLS con numerazione a partire dal numero 1 e la KOLS a partire dal 1001
Parallelamente venne creata anche la serie di LP col suffisso SP e la numerazione a partire dall'8001, affiancata e poi sostituita con la numerazione a partire dal 10001. Comprende colonne sonore di film (la serie SP 8001) e sonorizzazioni (la serie SP 10001) non destinate alla vendita al pubblico, ma stampate solo per scopi promozionali o per uso interno alla RAI. Quest'ultima iniziò con una serie di dischi, con copertine molto simili una all'altra, dedicati a sonorizzazioni tematiche comprendenti pezzi di differenti autori.
L'LP di Giovanni Tommaso Vivere a Tokio, riporta in copertina il titolo errato di Vivere a Tokio città del paradiso, mentre sull'etichetta è riportato il titolo corretto di Vivere a Tokio città del paradosso. Il disco contiene la sonorizzazione di un documentario, realizzato a cura di Corrado Augias, inserito nella serie Vivere a... che comprendeva altre cinque città.

## Dischi
La datazione qui riportata si basa sull'etichetta del disco o sulla copertina; qualora nessuno di questi elementi abbia una datazione, è basata sulla numerazione del catalogo; talora è, infine, basata sul codice della matrice di stampa. Se esistenti, sono riportati, oltre all'anno, il mese e il giorno (quest'ultimo dato si trova, a volte, stampato sul vinile).

### 33 giri - Serie SP
| Numero di catalogo | Anno    | Interprete                                                    | Titolo Album                                                            |
| ------------------ | ------- | ------------------------------------------------------------- | ----------------------------------------------------------------------- |
| SP 8001            | 1964    | Nino Pasquale Tassone e Gino Peguri                           | Ombre vive                                                              |
| SP 8007            | 1965    | Ennio Morricone                                               | I film western di Ennio Morricone                                       |
| SP 8013            | 1965    | Ennio Morricone                                               | Menage all'italiana                                                     |
| SP 8018            | 1966    | Ennio Morricone                                               | Svegliati e uccidi                                                      |
| SP 8019            | 1966    | Ennio Morricone                                               | La battaglia di Algeri                                                  |
| SP 8020            | 1966    | Ennio Morricone                                               | Come imparai ad amare le donne                                          |
| SP 8021            | 1967    | Ennio Morricone                                               | Ad ogni costo                                                           |
| SP 8022            | 1967    | Ennio Morricone                                               | L'avventuriero                                                          |
| SP 8028            | 1969    | Gino Conte                                                    | Nell'anno della luna                                                    |
| SP 10001           | 1970    | Ennio Morricone, Carlo Rustichelli, Nico Fidenco              | Azione 1                                                                |
| SP 10002           | 1970    | Ennio Morricone, Luis Bacalov, Piero Piccioni                 | Ballabili 1                                                             |
| SP 10004           | 1970    | Ennio Morricone, Gino Marinuzzi e altri                       | Drammatici e musiche di tensione psicologica 1                          |
| SP 10005           | 03-1970 | Ennio Morricone, Carlo Rustichelli e altri                    | Drammatici e musiche di tensione psicologica 2                          |
| SP 10006           | 03-1970 | Ennio Morricone, Teo Usuelli e altri                          | Drammatici e musiche di tensione psicologica 3                          |
| SP 10007           | 03-1970 | Ennio Morricone e altri                                       | Drammatici e musiche di tensione psicologica 4                          |
| SP 10008           | 04-1970 | Ennio Morricone, Piero Piccioni, Luis Bacalov                 | Drammatici e musiche di tensione psicologica 5                          |
| SP 10013           | 1970    | Giovanni Fusco, Ennio Morricone, Riz Ortolani                 | Esterni 1                                                               |
| SP 10014           | 1970    | Ennio Morricone, Piero Piccioni, Nico Fidenco                 | Esterni 2                                                               |
| SP 10015           | 1970    | Giovanni Fusco, Ennio Morricone e altri                       | Musiche di genere e di maniera 1                                        |
| SP 10019           | 04-1970 | Ennio Morricone, Carlo Savina, Mario Cantini                  | Musiche di genere e di maniera 5                                        |
| SP 10023           | 03-1970 | Ennio Morricone, Bruno Canfora, Giovanni Fusco                | Romantici 1                                                             |
| SP 10024           | 1970    | Ritz Ortolani, Piero Piccioni, Armando Savina                 | Romantici 2                                                             |
| SP 10025           | 1970    | Ennio Morricone, Gino Marinuzzi Jr. e altri                   | Romantici 3                                                             |
| SP 8033            | 1971    | Piero Piccioni, Manuel De Sica e Enzo Jannacci                | Le Coppie                                                               |
| SP 8035            | 1971    | Gino Peguri                                                   | Il corsaro nero                                                         |
| SP 8037            | 1971    | Ritz Ortolani                                                 | Nella stretta morsa del ragno                                           |
| SP 8038            | 1971    | Ennio Morricone                                               | La classe operaia va in paradiso                                        |
| SP 8039            | 1971    | Giovanni Tommaso                                              | Vivere a Tokio, città del paradiso                                      |
| SP 8040            | 1971    | Carlo Rustichelli                                             | Detenuto in attesa di giudizio                                          |
| SP 10027           | 04-1971 | Piero Piccioni, Ennio Morricone, Riz Ortolani                 | Musiche di genere e di maniera 8                                        |
| SP 10028           | 1971    | AA.VV. - Trovajoli, Enriquez, Relly, Kessel                   | Musiche leggere e gaie 3                                                |
| SP 10029           | 04-1971 | Armando Trovajoli, Guido Relly, Luis Bacalov                  | Esterni 3                                                               |
| SP 10030           | 1971    | Armando Trovajoli, Franco Pisano e altri                      | Romantici 4                                                             |
| SP 10032           | 1971    | Ennio Morricone, Armando Trovajoli e altri                    | Esotici, Danze e Folklore 3                                             |
| SP 8042            | 1972    | Nico Fidenco                                                  | Le inibizioni del dott.Gaudenzi...                                      |
| SP 8043            | 1972    | Carlo Rustichelli                                             | La Betia                                                                |
| SP 8046            | 10-1972 | Manuel De Sica                                                | Camorra                                                                 |
| SP 8049            | 1972    | Luciano Michelini                                             | Anna quel particolare piacere                                           |
| SP 10036           | 10-1972 | Ennio Morricone                                               | Dimensioni sonore 1                                                     |
| SP 10037           | 10-1972 | Bruno Nicolai                                                 | Dimensioni sonore 2                                                     |
| SP 10038           | 10-1972 | Ennio Morricone                                               | Dimensioni sonore 3                                                     |
| SP 10039           | 10-1972 | Bruno Nicolai                                                 | Dimensioni sonore 4                                                     |
| SP 10040           | 10-1972 | Ennio Morricone                                               | Dimensioni sonore 5                                                     |
| SP 10041           | 10-1972 | Bruno Nicolai                                                 | Dimensioni sonore 6                                                     |
| SP 10042           | 10-1972 | Ennio Morricone                                               | Dimensioni sonore 7                                                     |
| SP 10043           | 10-1972 | Bruno Nicolai                                                 | Dimensioni sonore 8                                                     |
| SP 10044           | 10-1972 | Ennio Morricone                                               | Dimensioni sonore 9                                                     |
| SP 10045           | 10-1972 | Bruno Nicolai                                                 | Dimensioni sonore 10                                                    |
| SP 10046           | 1973    | Transformers L.T.D                                            | Plain Air                                                               |
| SP 10048           | 1974    | Gianni Oddi                                                   | Style                                                                   |
| SP 10049           | 1974    | Marcello Fineschi                                             | Barocco e Impressionismo                                                |
| SP 10050           | 1974    | Gianni Dell'Orso                                              | O.K. Ragazzi                                                            |
| SP 10051           | 05-1974 | ATMO                                                          | Baroque Mood                                                            |
| SP 10052           | 1974    | Lamartine                                                     | Cronache dal mondo                                                      |
| SP 8050            | 1974    | Claudio Mattone                                               | Cugini carnali                                                          |
| SP 8054            | 1974    | Alberto Pomeranz                                              | La bellissima estate                                                    |
| SP 10054           | 1975    | Jarrel                                                        | Industria 2000                                                          |
| SP 10055           | 1975    | Alessandroni                                                  | Spontaneous                                                             |
| SP 10057           | 09-1975 | Giacomo Dell'Orso                                             | Speciale TG                                                             |
| SP 10058           | 09-1975 | Riccardo A. Luciani                                           | Situazioni                                                              |
| SP 10060           | 1975    | Henry Simpson and his orchestra                               | Fluid Trasparency                                                       |
| SP 10061           | 10-1975 | A.Riccardo Luciani                                            | Dal Medioevo al Rinascimento                                            |
| SP 8022            | 1976    | Ennio Morricone                                               | L'avventuriero                                                          |
| SP 8058            | 1976    | Lucio Dalla/Antonello Venditti/Giuseppe Mazzuca/Nicola Samale | Signore e Signori Buonanotte                                            |
| SP 10062           | 1976    | Group Meeting                                                 | Daybreak                                                                |
| SP 10064           | 1977    | Roberto Gianolio                                              | Momenti Agresti                                                         |
| SP 10065           | 1977    | Puccio Roelens                                                | Rock Satellite                                                          |
| SP 10066           | 1977    | Marco Della Chiesa/Orchestra D'Archi Pisana                   | Dimensione Barocca                                                      |
| SP 10067           | 1977    | Luciano Fineschi                                              | High Fever                                                              |
| SP 10068           | 1978    | Gianni Marchetti                                              | Equinox                                                                 |
| NL 31410           | 1978    | Franco Godi                                                   | Le Canzoni Del Sig. Rossi                                               |
| SP 8059            | 1978    | Roberto De Simone                                             | La Fine Del Mondo Nel Nostro Solito Letto In Una Notte Piena Di Pioggia |
| SP 10070           | 1978    | Luciano Michelini                                             | Dimensione Donna                                                        |
| SP 10071           | 1978    | Gianni Marchetti                                              | Iris                                                                    |
| SP 10073           | 1978    | Gianni Marchetti                                              | Solstitium                                                              |
| SP 10074           | 1978    | Gianni Marchetti                                              | Gimmick                                                                 |
| SP 10075           | 1979    | Filippo Trecca                                                | Aquarium Sounds                                                         |
| SP 10076           | 1979    | Spitfire Debs                                                 | Fire Barn                                                               |
| SP 10077           | 1979    | Gianni Marchetti                                              | Little America                                                          |
| SP 10079           | 1979    | Spitfire Debs                                                 | Dawn                                                                    |
| SP 10080           | 1980    | Lune Rajikova                                                 | Scacchiera                                                              |
| SP 10082           | 1980    | Gino Peguri                                                   | Pronto Emergenza                                                        |
| SP 10083           | 1981    | Gino Peguri                                                   | Von Stroheim                                                            |
| SP 10085           | 1981    | Gino Peguri                                                   | Sound Track                                                             |
| SP 10087           | 1982    | Giovanni Tommaso                                              | Rassegna del cinema muto americano                                      |
| SP 10088           | 1982    | Flavio E.Scogna                                               | Segnali per sei dimensioni                                              |
| SP 10091           | 1982    | Manuel De Sica                                                | Symphony and Rhythm                                                     |
| SP 10092           | 1983    | Flavio E. Scogna                                              | Labirinti                                                               |
| SP 10094           | 1984    | John Sposito                                                  | Cosmo Graffiti                                                          |
| SP 10095           | 1984    | Maurizio Passaggio                                            | Effetto Musica                                                          |
| SP 10096           | 1985    | Scogna-Lolini-Gentile-Samori                                  | Contemporanea uno                                                       |
| SP 8061            | 1986    | Ennio Morricone                                               | El Greco                                                                |
| SP 8062            | 1986    | Ennio Morricone                                               | Cosa avete fatto a Solange?                                             |
| SP 10097           | 1986    | Alessandro Raffaelli                                          | Esposizioni                                                             |
| SP 10107           | 1990    | Susanna Ciacci Padovani                                       | Canta Silvano Spadaccino                                                |

### 33 giri - Serie BL
| Numero di catalogo | Anno | Interprete                                    | Titolo Album                                         |
| ------------------ | ---- | --------------------------------------------- | ---------------------------------------------------- |
| BL 31337           | 1978 | Armando Trovajoli                             | Ligabue                                              |
| BL 31355           | 1979 | Romolo Grano                                  | Madame Bovary                                        |
| BL 31432           | 1979 | Ennio Morricone                               | L'umanoide                                           |
| BL 31434           | 1979 | Pino D'Angiò / Nando De Luca                  | Fatto Di Sangue Tra Due Uomini A Causa Di Una Vedova |
| BL 31502           | 1980 | Ennio Morricone                               | Il ladrone                                           |
| BL 31563           | 1981 | Renzo Arbore                                  | Il Papocchio                                         |
| BL 31608           | 1981 | Interpreti vari                               | Forza venite gente                                   |
| BL 31616           | 1982 | Ivan Graziani/National Philharmonic Orchestra | Il Grande Ruggito                                    |
| BL 71559           | 1987 | Ennio Morricone                               | Secret Of The Sahara                                 |
| BL 71684           | 1988 | Ennio Morricone                               | Gli indifferenti                                     |
| BL 74016           | 1989 | Armando Trovajoli                             | Splendor                                             |
| BL 75255           | 1991 | Umberto Smaila                                | Fred                                                 |

### 33 giri - Serie OLS
| Numero di catalogo | Anno    | Interprete                  | Titolo Album                                                             |
| ------------------ | ------- | --------------------------- | ------------------------------------------------------------------------ |
| OLS 1              | 1968    | Peppino De Luca             | La ragazza con la pistola                                                |
| OLS 2              | 1969    | Lee Konitz                  | Stereo Konitz                                                            |
| OLS 3              | 1970    | Ennio Morricone             | C'era una volta il west                                                  |
| OLS 4              | 03-1971 | Ennio Morricone e Joan Baez | Sacco e Vanzetti                                                         |
| OLS 5              | 1971    | Gianni Marchetti            | Il sole nella pelle                                                      |
| OLS 6              | 1971    | Riz Ortolani                | Confessione di un commissario di polizia al procuratore della repubblica |
| OLS 7              | 1971    | Armando Trovajoli           | Homo Eroticus                                                            |
| OLS 8              | 1971    | Riz Ortolani                | Addio zio Tom                                                            |
| OLS 9              | 1971    | Guido e Maurizio De Angelis | ...continuavano a chiamarlo Trinità                                      |
| OLS 10             | 01-1972 | Ennio Morricone             | Oceano                                                                   |
| OLS 11             | 1971    | Piero Piccioni              | Bello, onesto, emigrato Australia sposerebbe compaesana illibata         |
| OLS 12             | 1972    | Luciano Michelini           | Il Decamerone Nero                                                       |
| OLS 13             | 1972    | Autori vari Loredana Bertè  | Ciao Rudy                                                                |
| OLS 14             | 1973    | Guido e Maurizio De Angelis | Più forte ragazzi                                                        |
| OLS 18             | 1973    | Armando Trovajoli           | La Tosca                                                                 |
| OLS 19             | 1973    | Ennio Morricone             | La proprietà non è più un furto                                          |
| OLS 20             | 1973    | Piero Piccioni              | Anastasia mio fratello                                                   |
| OLS 21             | 1973    | Ennio Morricone             | Giordano Bruno                                                           |

### 33 giri - Serie KOLS
| Numero di catalogo | Anno    | Interprete                    | Titolo Album                  |
| ------------------ | ------- | ----------------------------- | ----------------------------- |
| KOLS 1001          | 1968    | Nino Oliviero                 | La moglie giapponese          |
| KOLS 1002          | 1968    | Giovanni Fenati               | In bianco e nero              |
| KOLS 1003          | 1968    | Wolmer Beltrami               | Ballabili per maggiorenni     |
| KOLS 1004          | 1968    | Oreste Lionello/Franco Pisano | Le Avventure Di Provolino     |
| KOLS 1005          | 1968    | Armando Trovajoli             | Riusciranno i nostri eroi...  |
| KOLS 1006          | 1969    | Armando Trovajoli             | Come, quando, perché          |
| KOLS 1007          | 1969    | Piero Piccioni                | Amore mio aiutami             |
| KOLS 1008          | 1969    | Armando Trovajoli             | Il commissario Pepe           |
| KOLS 1009          | 04-1970 | Ennio Morricone               | Metello                       |
| KOLS 1010          | 10-1970 | Ennio Morricone               | Città violenta                |
| KOLS 1011          | 1970    | Bruno Zambrini                | Racconti di mare              |
| KOLS 1012          | 1970    | Gino Marinacci                | .....Idea                     |
| KOLS 1013          | 1970    | Manuel De Sica                | Il giardino dei Finzi-Contini |
| KOLS 1015          | 1971    | Giovanni Tommaso              | The Healthy Food Band         |
| KOLS 1017          | 1971    | The Caribbean Group           | Viaggio Ai Caraibi            |

### 33 giri - Serie TBL1
| Numero di catalogo | Anno    | Interprete                        | Titolo Album                          |
| ------------------ | ------- | --------------------------------- | ------------------------------------- |
| TBL1-1040          | 1974    | Franco e Gigi Campanino           | I Guappi                              |
| TBL1-1106          | 12-1974 | Ennio Morricone                   | Moses                                 |
| TBL1-1142          | 05-1975 | Franco Micalizzi                  | Le Colonne Sonore Di Franco Micalizzi |
| TBL1-1179          | 1975    | Francis Lai                       | Baby Sitter                           |
| TBL1-1191          | 1976    | Guido e Maurizio De Angelis       | Sandokan                              |
| TBL1-1197          | 1976    | Roberto De Simone                 | Quant'è Bello Lu Murire Acciso        |
| TBL1-1219          | 1976    | Armando Trovajoli/Schola Cantorum | Brutti, sporchi e cattivi             |
| TBL1-1221          | 1976    | Ennio Morricone                   | Novecento                             |
| TBL1-1234          | 1976    | Ennio Morricone                   | Per amore                             |

### 33 giri - Serie VIK KLVP
| Numero di catalogo | Anno    | Interprete                                   | Titolo Album                    |
| ------------------ | ------- | -------------------------------------------- | ------------------------------- |
| KLVP-101           | 1963    | Zaccarias e la sua Orchestra                 | Bossa Nova                      |
| KLVP-105           | 1963    | Roberto Altamura                             | Canzoni d'altri tempi           |
| KLVP-112           | 1963    | Aldo Rossi                                   | Una fisarmonica per 14 successi |
| KLVP-127           | 1963    | Liliana Sarasiek                             | C'era una volta                 |
| KLVP-130           | 1963    | Dino Giacca                                  | 'O paese d' 'o sole             |
| KLVP-139           | 1964    | Ennio Morricone, Luis Bacalov, Franco Pisano | Un'orchestra per tanti successi |
| KLVP-301/302       | 12-1963 | musiche di Ennio Morricone                   | Ventimila leghe sotto i mari    |
| KLVP-307           | ----    | musiche di Alberico Vitalini                 | Marcellino pane e vino          |

### 45 giri - Serie OC (1968-1973)
| Numero di catalogo | Anno    | Interprete                                 | Titoli                                                                        |
| ------------------ | ------- | ------------------------------------------ | ----------------------------------------------------------------------------- |
| OC 2               | 1968    | Farida                                     | Su per giù Superman/Fanfara, fanfara…fanfara?                                 |
| OC 3               | 1968    | Guido Relly                                | Lo sai che non ti sento quando scorre l'acqua/Strumentale                     |
| OC 4               | 1968    | Giusy Balatresi                            | Una lacrima/Con tanti amici                                                   |
| OC 5               | 1968    | Roberta Piazzi                             | Parole d'amore/Per una come me                                                |
| OC 6               | 1968    | Provolino (Oreste Lionello)                | Boccaccia mia statti zitta/L'automobile nuova usata di papà                   |
| OC 7               | 1969    | Ennio Morricone                            | C'era una volta il West / L'uomo dell'armonica                                |
| OC 11              | 1969    | Ennio Morricone                            | Addio a Cheyenne / Come una sentenza                                          |
| OC 12              | 1969    | Ennio Morricone con Alida Chelli           | È grande 'sta città / Beat Boat                                               |
| OC 17              | 03-1971 | Ennio Morricone con Joan Baez              | Here's to You / La ballata di Sacco e Vanzetti                                |
| OC 18              | 1971    | Paolo Ormi                                 | Spiaggia libera / Ciao amore mio                                              |
| OC 19              | 1971    | Armando Trovajoli                          | Homo eroticus / Titoli                                                        |
| OC 20              | 1971    | Gene Roman                                 | Trinity Stand Tall / Remember                                                 |
| OC 22              | 1972    | Mario Migliardi                            | Tema di Andromeda / La spiaggia di Durness                                    |
| OC 23              | 1972    | Giorgio Carnini                            | Tu che m'hai preso il cuor / Il mio amore, il tuo amore                       |
| OC 24              | 1972    | Katyna Ranieri                             | Say Hello To Yesyterday / Hello Happiness                                     |
| OC 25              | 03-1972 | Kathy and Gulliver                         | How Do You Do/I Know the Rain                                                 |
| OC 27              | 08-1972 | Ennio Morricone                            | Il maestro e Margherita: L'incontro / Titoli e Finale                         |
| OC 28              | 1972    | Gigi Proietti                              | Meo Patacca/Quante n'avemo viste                                              |
| OC 30              | 1973    | Guido e Maurizio De Angelis                | Sound and Voices / Wendy                                                      |
| OC 33              | 1973    | Guido e Maurizio De Angelis                | Flying Through the Air / Plata and Salud                                      |
| OC 34              | 02-1973 | Ritz Ortolani                              | Cari Genitori / Meeting at Pub Swan                                           |
| OC 35              | 1973    | Kathy & Gulliver                           | Angels and Beans/Hey Boss                                                     |
| OC 36              | 1973    | Armando Trovaioli                          | Nun je dà retta Roma (Gigi Proietti) / Mi madre è morta tisica (Monica Vitti) |
| OC 37              | 1973    | Guido e Maurizio De Angelis / Marianeve    | Delitto di regime / Uno che seppe rispondere no                               |
| OC 38              | 06-1973 | Kathy & Gulliver                           | Swing Swing/Thinkin'                                                          |
| OC 39              | 1973    | Susy & Guy                                 | Blue Song / And Life Goes On                                                  |
| OC 40              | 1973    | Paolo Ormi                                 | Colonnello Buttiglione / Avanti con il destr..., avanti col sinistr...        |
| OC 41              | 1973    | Canary Jones / Guido e Maurizio De Angelis | Freedom Rainbow / Chino                                                       |
| OC 42              | 1973    | Franco Micalizzi / Irio e Giò              | L'ultima neve di primavera / Criança                                          |
| OC 44              | 1973    | Ennio Morricone                            | Ci risiamo, vero Provvidenza? / Bocca a bocca                                 |

### 45 giri - Serie TBBO (1974-1976)
| Numero di catalogo | Anno    | Interprete                                | Titoli                                         |
| ------------------ | ------- | ----------------------------------------- | ---------------------------------------------- |
| TBBO 1018          | 03-1974 | Ennio Morricone                           | Bambole/Spasmo                                 |
| TBBO 1026          | 03-1974 | Oliver Onions/Guido e Maurizio De Angelis | Dune Buggy/Across The Fields                   |
| TBBO 1074          | 11-1974 | M & G Orchestra                           | Verde/E' Difficile                             |
| TPBO 1113          | 03-1975 | Maria Carta                               | Diglielo al tuo Dio/Nuovo maggio               |
| TBBO 1154          | 1975    | Gianni Oddi                               | Adagio da concerto/Sweet Dream                 |
| TBBO 1164          | 1975    | Ennio Morricone                           | Per le antiche scale/Carnevale                 |
| TBBO 1168          | 1976    | Oliver Onions                             | Sandokan/Sweet Lady Blue                       |
| TBBO 1224          | 1976    | Perigeo                                   | Movie Rush (La febbre del cinema)/Tema di Alba |
| TPBO 1261          | 1976    | Lino Toffolo                              | Johnny Bassotto/I bambini d'Italia             |

### 45 giri - Serie BB (1977-1990)
| Numero di catalogo | Anno    | Interprete                                            | Titoli                                                     |
| ------------------ | ------- | ----------------------------------------------------- | ---------------------------------------------------------- |
| BB 6005            | 1977    | Antonino Riccardo Luciani                             | Chanson Balladée/Clerici Vagantes                          |
| BB 6033            | 1977    | Stefania Rotolo                                       | Toccami/Piccolo slam                                       |
| BB 6052            | 1977    | Orchestra di Franco Godi / Paki Ensemble              | Supergulp/Il Gruppo TNT                                    |
| BB 6054            | 1977    | Oliver Onions/M & G Orchestra                         | Orzowei/Le notti di Orzowei                                |
| BB 6103            | 12-1977 | Herbert Pagani                                        | Il ragionier Noè/Cosa farò non so                          |
| BB 6106            | 1977    | Stefania Rotolo                                       | Go!!!/W Poncho                                             |
| BB 6130            | 1978    | Jimmy Fontana                                         | Identikit (versione italiana) / Identikit (inglese)        |
| BB 6140            | 1978    | Romolo Grano                                          | Madame Bovary/Il valzer di Emma                            |
| BB 6145            | 1978    | Christian De Sica                                     | Il trenino/La musichetta                                   |
| BB 6148            | 1978    | I Babau                                               | Sesamo apriti/Vecchie auto                                 |
| BB 6151            | 1978    | Elisabetta Viviani                                    | Heidi/Daniel e Bebel                                       |
| BB 6191            | 1978    | Ennio Morricone / Martin Darré                        | El Mundial / Marcha Oficial del Mundial '78                |
| BB 6205            | 1978    | Lui Enriquez Bacalov e la sua orchestra               | Il balordo/Tangotangone                                    |
| BB 6255            | 1978    | Aquarium Sounds                                       | Acquario/Ascendente pesci                                  |
| BB 6266            | 1978    | Stefania Rotolo                                       | Spaccotutto/L'amore è nell'aria                            |
| BB 6281            | 03-1979 | Delia Scala                                           | Che combinazione/Invisibile                                |
| BB 6292            | 1979    | Aquarium Sounds                                       | Buio/Elena                                                 |
| BB 6309            | 1979    | Elisabetta Viviani                                    | La banda dei cinque/Tarzan Tarzan                          |
| BB 6395            | 1979    | Georgia Lepore / I Mini-Mini                          | La giostra dei campanelli/Cavallo Bebè                     |
| BB 6396            | 1979    | Ennio Morricone                                       | Le train / Orient Express                                  |
| BB 6397            | 1979    | Superobots                                            | Ken Falco/Guerre fra galassie                              |
| BB 6398            | 11-1979 | Georgia Lepore                                        | Ciao Lassie/Valentina                                      |
| BB 6402            | 1979    | Trans Europa Express                                  | Veramente amore/Spray                                      |
| BB 6410            | 1979    | I Nostri figli di Nora Orlandi / Jimmy Fontana        | L'ape Magà/Piccolo Remi                                    |
| BB 6411            | 1979    | Il Mago, la Fata e la Zucca Bacata                    | Fan Bernardo/Minutino                                      |
| BB 6415            | 1980    | The Eurokids                                          | Goal/Goal (strumentale)                                    |
| BB 6427            | 1980    | Rocking Horse                                         | Candy Candy/Lucy                                           |
| BB 6428            | 1980    | Lino Toffolo                                          | Ah, lavorare è bello/Lancillotto 008                       |
| BB 6430            | 1980    | Luigi Lopez e Patrizia Pradella                       | Pinocchio perché no?/La canzone di Paul                    |
| BB 6442            | 1980    | The Eurokids / Pippo Caruso e la sua orchestra        | Goal/Goal (strumentale)                                    |
| BB 6454            | 10-1979 | Superobots                                            | Il grande Mazinger/Jeeg Robot                              |
| BB 6482            | 1980    | Georgia Lepore                                        | Peline Story/Ciao Lassie                                   |
| BB 6485            | 1980    | Lino Toffolo                                          | Io, soltanto io/Io di più                                  |
| BB 6489            | 1980    | Giorgio Laneve                                        | L'ispettore Nasy/I tre casi di Nasy                        |
| BB 6490            | 1980    | Le Mele verdi di Mitzi Amoroso                        | La banda dei ranocchi/Ippo Tommaso                         |
| BB 6499            | 02-1981 | Superobots                                            | Grand Prix e il campionissimo/Daltanious                   |
| BB 6500            | 1981    | I Vianella                                            | Con te bambino/Cybernella                                  |
| BB 6501            | 04-1981 | Donno / Ianpatrick Group                              | Flash... Gordon... Flash/Far away                          |
| BB 6521            | 04-1981 | Superobots / Rocking Horse                            | Supercar Gattiger/Mysha                                    |
| BB 6524            | 1981    | I Cavalieri del Re / Superobots                       | La spada di King Arthur/Blue Noah                          |
| BB 6525            | 04-1981 | Superobots / Sara Kappa                               | Trider G7/Tamagon risolvetutto                             |
| BB 6543            | 04-1981 | Rocking Horse                                         | Lulù/Toriton                                               |
| BB 6551            | 1981    | Superobots                                            | Gordian/UFO Diapolon                                       |
| BB 6552            | 1981    | Superobots                                            | Koseidon/Starzinger                                        |
| BB 6554            | 1981    | Le Mele verdi di Mitzi Amoroso                        | Gli gnomi delle montagne/Belfy e Lillibit                  |
| BB 6557            | 1981    | Jimmy Fontana                                         | Bambola bambina/Il mondo                                   |
| BB 6558            | 1981    | Georgia Lepore                                        | Conan/Fiordiligi                                           |
| BB 6562            | 1981    | Lino Toffolo                                          | L'isola del tesoro/L'isola del tesoro (strumentale)        |
| BB 6577            | 1981    | Le Mele Verdi / I Cavalieri del Re                    | Lo scoiattolo Banner/Sasuke                                |
| BB 6578            | 1981    | Oliver Onions                                         | Galaxy/Galaxy (strumentale)                                |
| BB 6579            | 01-1982 | Il Mago, la Fata e la Zucca Bacata                    | Chobin/Superboy Shadaw                                     |
| BB 6584            | 1982    | Superobots / Rocking Horse                            | Babil Junior/Lalabel                                       |
| BB 6585            | 1982    | I Cavalieri del Re                                    | Lady Oscar                                                 |
| BB 6591            | 1982    | Chelli & Chelli / Riccardo Zara                       | Angie/L'uomo tigre                                         |
| BB 6592            | 1982    | Castellina Pasi                                       | Lupin                                                      |
| BB 6594            | 1982    | Fabiana                                               | Belle et Sebastien/Belle et Sebastien (strumentale)        |
| BB 6596            | 1982    | Condors / Fratelli Balestra                           | L'invincibile Ninja Kamui/X Bomber                         |
| BB 6598            | 1982    | Fratelli Balestra                                     | Monjiro/Teppei                                             |
| BB 6601            | 1982    | I Cavalieri del Re                                    | Il libro Cuore/L'isola dei Robinson                        |
| BB 6605            | 1982    | Nico Fidenco / I Cavalieri del Re                     | Cyborg i nove supermagnifici/Chappy                        |
| BB 6622            | 1982    | Nico Fidenco / Georgia Lepore                         | Sam, il ragazzo del west/Mimi e le ragazze della pallavolo |
| BB 6623            | 1982    | I Cavalieri del Re                                    | Nero cane di leva/L'isola del tesoro                       |
| BB 6624            | 1982    | Rocking Horse                                         | Sampei/Super Dog Black                                     |
| BB 6631            | 1982    | Minipops                                              | Video Killed the Radio Star/Can Can                        |
| BB 6634            | 1982    | Oliver Onions / Coro "I Nostri figli" di Nora Orlandi | Il gatto Doraemon/La canzone di Doraemon                   |
| BB 6639            | 1982    | I Cavalieri del Re                                    | Superauto mach 5 go! go! go!/Calendar Men                  |
| BB 6643            | 1983    | I Mostriciattoli                                      | Che paura mi fa/Carletto e i mostri                        |
| BB 6644            | 1982    | Gianni Morandi                                        | Fumo negli occhi/Canzoni stonate                           |
| BB 6656            | 1983    | Roberto Benigni e Paolo Conte                         | Via con me/Le chic et le charme                            |
| BB 6665            | 1983    | Rocking Horse                                         | Corri come il vento Kiko/Forza Sugar!                      |
| BB 6669            | 1983    | I Cavalieri del Re                                    | Moby Dick 5/Le avventure di Gamba                          |
| BB 6675            | 1983    | Andrea e Sabrina / Sara Kappa                         | Il mago pancione Etccì/Capitan Jet                         |
| BB 6680            | 1983    | I Cavalieri del Re e Happy Gang                       | Yattaman/Mr. Baseball                                      |
| BB 6685            | 1983    | Elisabetta Viviani                                    | Heidi/Daniel e Bebel (ristampa)                            |
| BB 6697            | 1983    | Gepy & Gepy                                           | Serenata per una notte blu/Angela                          |
| BB 6713            | 1983    | Rocking Horse / Le Mele Verdi                         | Il Dr. Slump ed Arale/Pat, la ragazza del baseball         |
| BB 6715            | 1983    | Le Mele Verdi                                         | Sandybell                                                  |
| BB 6728            | 01-1984 | Georgia Lepore / Happy Gang                           | La fantastica Mimì/Ultralion                               |
| BB 6777            | 1984    | I Cavalieri del Re                                    | Lo specchio magico                                         |
| BB 6778            | 1984    | Sarah & Co. / Superobots                              | All'età della pietra/Superobot 28                          |
| BB 6788            | 1984    | Le Mele Verdi / I Cavalieri del Re                    | Mademoiselle Anne/Coccinella                               |
| BB 42394           | 1988    | Marco Pavone                                          | Io son Calimero!/Io son Calimero! (strumentale)            |
| BB 44189           | 1990    | Sergio Endrigo                                        | Tango rosso/Donna pubblicità                               |